# Chrysiptera rollandi
Chrysiptera rollandi és una espècie de peix de la família dels pomacèntrids i de l'ordre dels perciformes.

## Morfologia
Els mascles poden assolir els 7,5 cm de longitud total.

## Distribució geogràfica
Es troba al Mar d'Andaman, les Illes Loyauté, les Filipines, Gran Barrera de Corall, Nova Caledònia i Tonga.